# William Van Alen
William Van Alen (n. 10 august 1883, New York City, New York, SUA – d. 24 mai 1954, New York City, New York, SUA) a fost un arhitect american, cel mai bine cunoscut și recunoscut ca șef-arhitect al clădirii emblematice Chrysler Building, realizată în maniera arhitecturii Art Deco în anii 1929 - 1930). 

## Studii, anii timpurii
Van Alen a studiat arhitectura la Pratt Institute din Brooklyn, după care a lucrat cu Clarence True. William Van Alen a lucrat de asemenea, timp de trei ani, pentru Atelier Masqueray, prima firmă independentă de arhitectură din Statele Unite, care fusese fondată de arhitectul franco-american Emmanuel Louis Masqueray. 

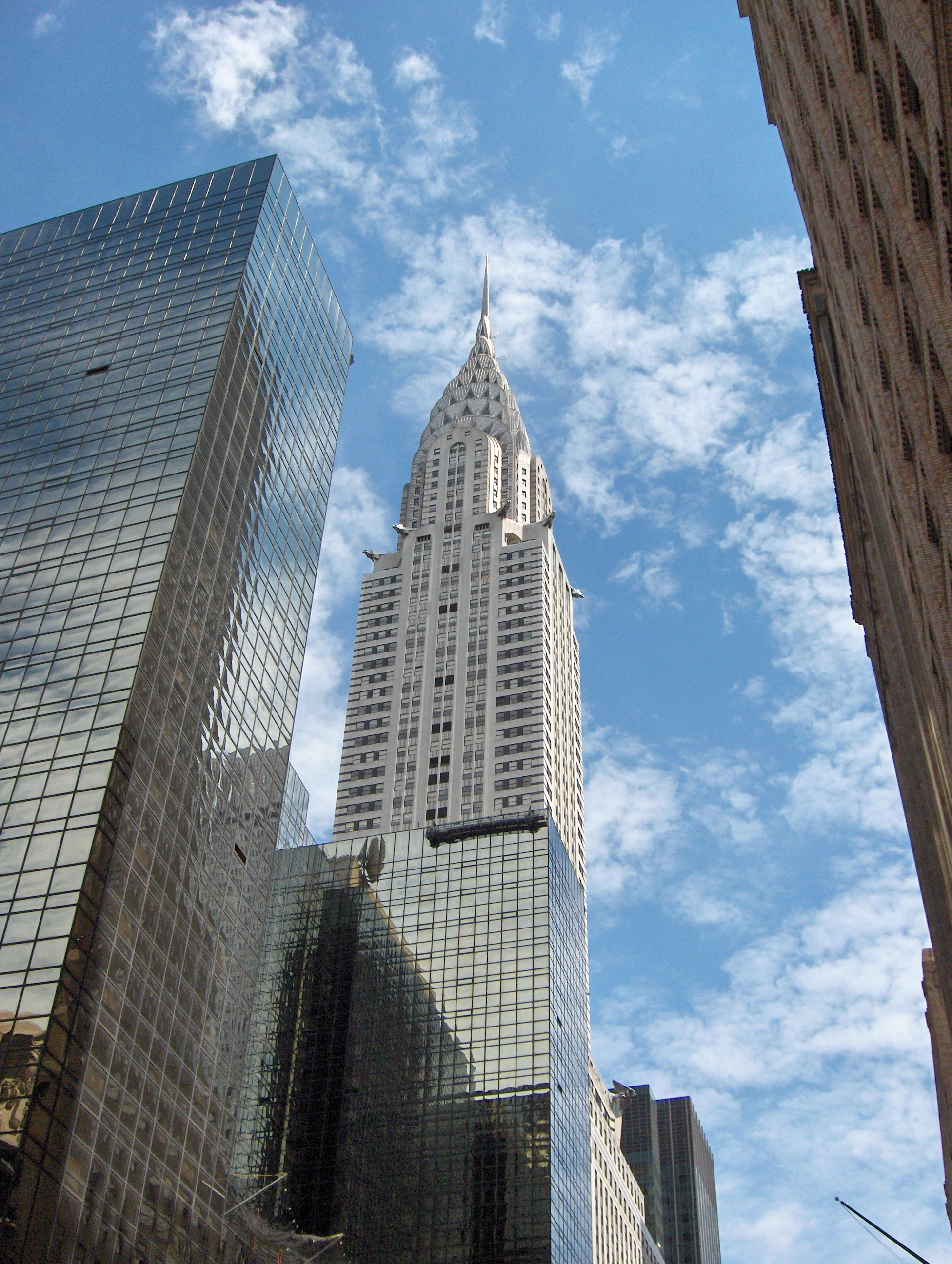
Chrysler Building, „cea mai înaltă clădire din lume,” doar pentru scurt timp.

Câștigând în 1908 o bursă oferită de Lloyd Warren Fellowship, William van Alen și-a continuat studiile în Europa, la Paris, unde a studiat la École de Beaux-Arts, respectiv a lucrat în atelierul valorosului artist Art Deco, Victor Laloux. 

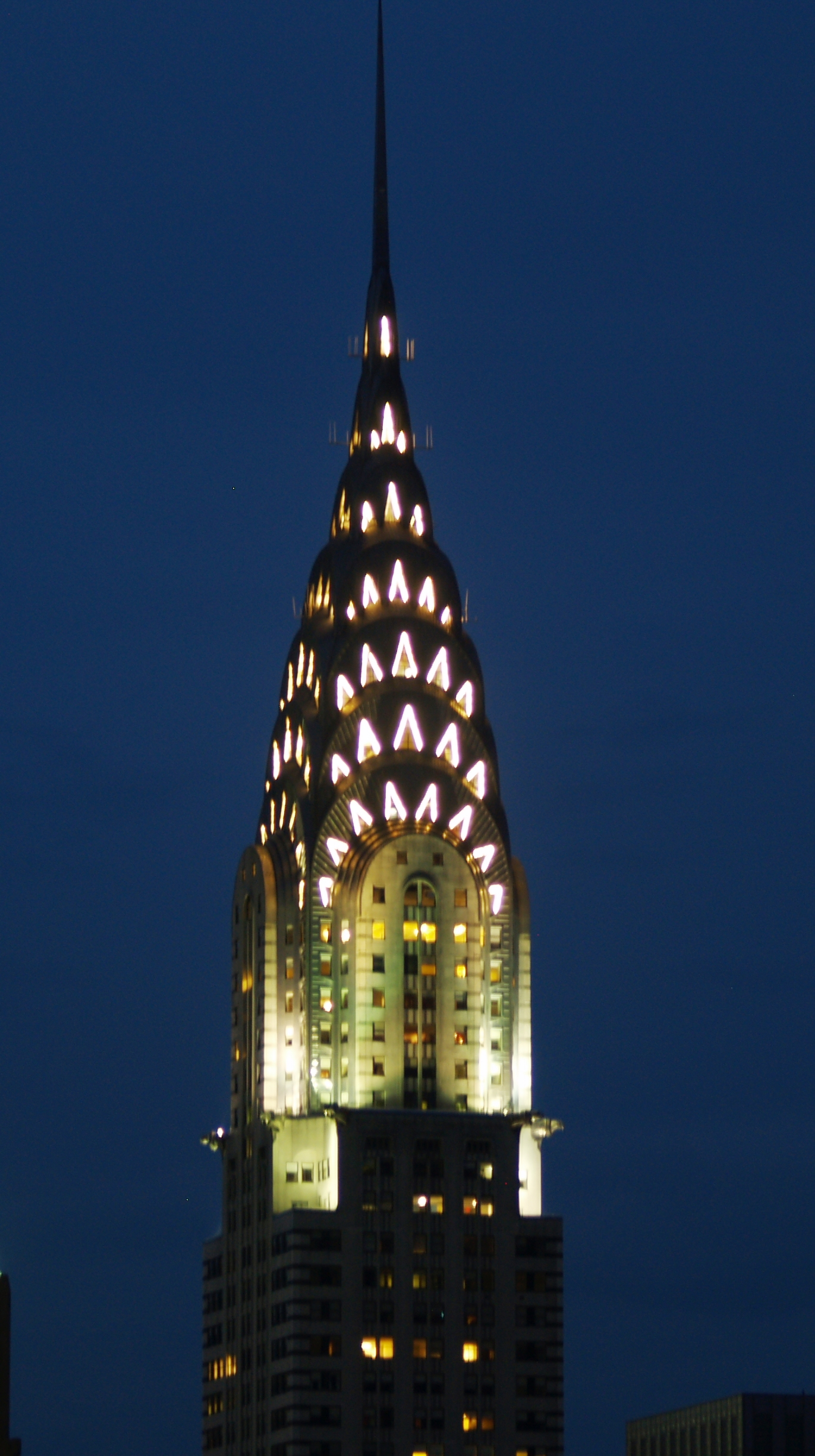
Chrysler Building noaptea.

Reîntors la New York, în 1911, a format o firmă de parteneriat cu un alt arhitect care va urma să devină faimos, H. Craig Severance. Rezultatele parteneriatului s-au concretizat în mai multe structuri comerciale cu mai multe etaje, toate având o notă distinctivă aparte. Deși inițial, pe cei doi parteneri arhitecți îi legase o strânsă prietenie, în timp prietenia celor doi a avut de suferit, apoi chiar a dispărut, conducându-i atât la dizolvarea muncii în doi, cât și la relații rivale, chiar dușmănoase. Ulterior, ambii au continuat să practice arhitectura în același New York City, având cariere independente și fructuoase. 
În anii târzii 1920, amândoi arhitecți erau angajați, alături de alți, în proiectul ambițios de a realiza clădirea care ar fi urmat a fi, după presa new-yorkeză a timpului, „cea mai înaltă clădire din lume.” Astfel, Severance a designat și realizat clădirea cunoscută sub numele de 40 Wall Street, respectiv Van Alen a fost autorul clădirii Chrysler Building. Ambele au fost depășite ca înălțime, la scurt timp, de Empire State Building, care a fost terminată în 1931.

## InstitutulVan Alen
Numele arhitectului William Van Alen a fost folosit pentru a denumi Van Alen Institute, o organizație non-profit dedicată îmbunătățirii designului și a perceperii acestuia în rândul publicului larg printr-un program de expoziții, competiții, publicații, ateliere lucrative și forumuri. Fondat în 1894 ca Societatea de Arte Frumoase a Arhitecților (conform originalului Society of Beaux-Arts of Architets), Institutul a fost redenumit în 1996 după Van Alen, care a fost cel mai mare contribuabil la bunul mers al acestuia. Reorganizat, pentru a se adresa absolut tuturora, având sediul în New York City, proiectele Institutului se adresează unei colaborări interdisciplinare naționale și internaționale între designeri, factori de decizie, studenți, amatori pasionați, educatori și lideri ai comunităților locale.

## Galerie de imagini

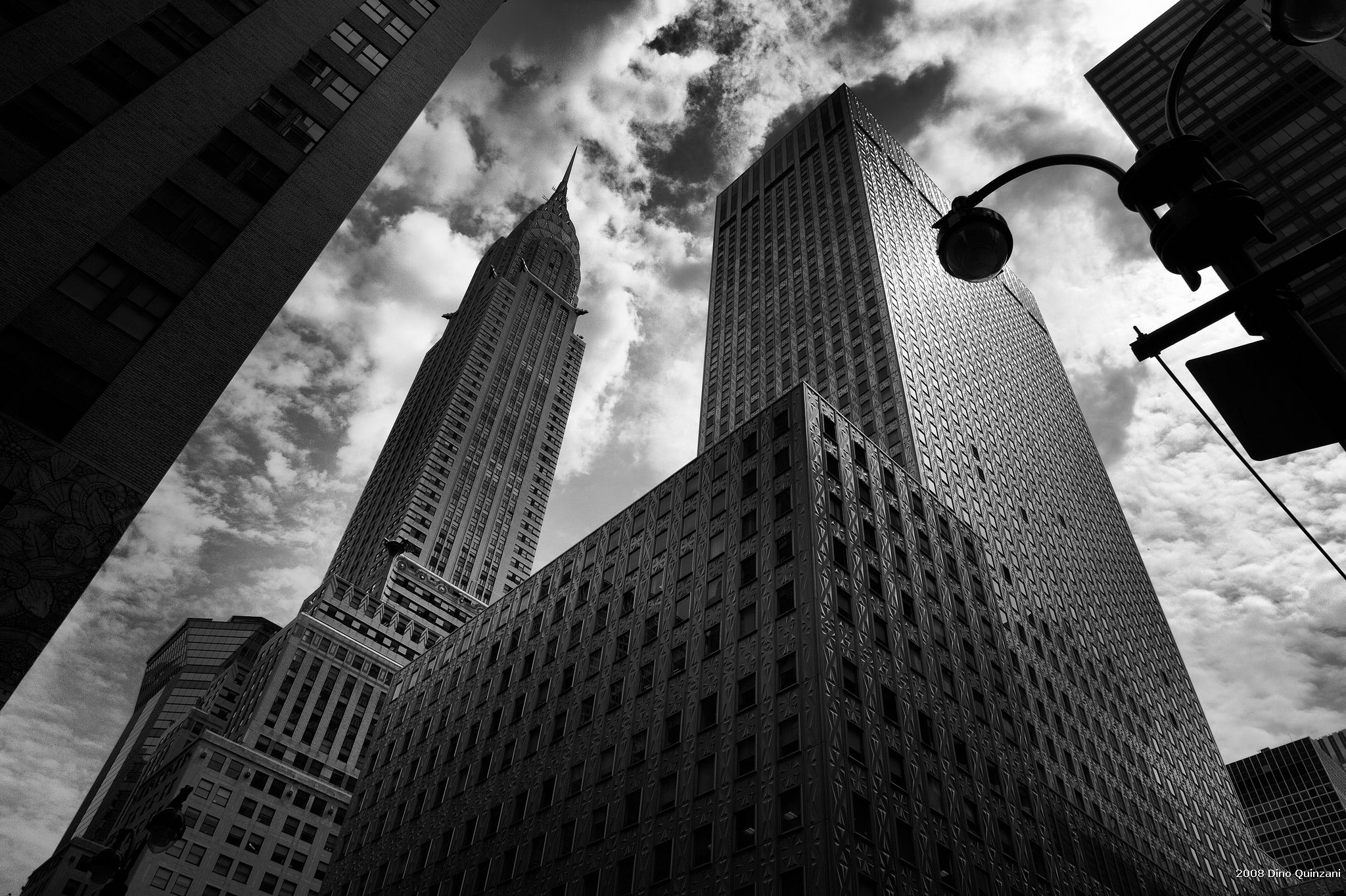
Fotografie alb-negru de Dino Quizani
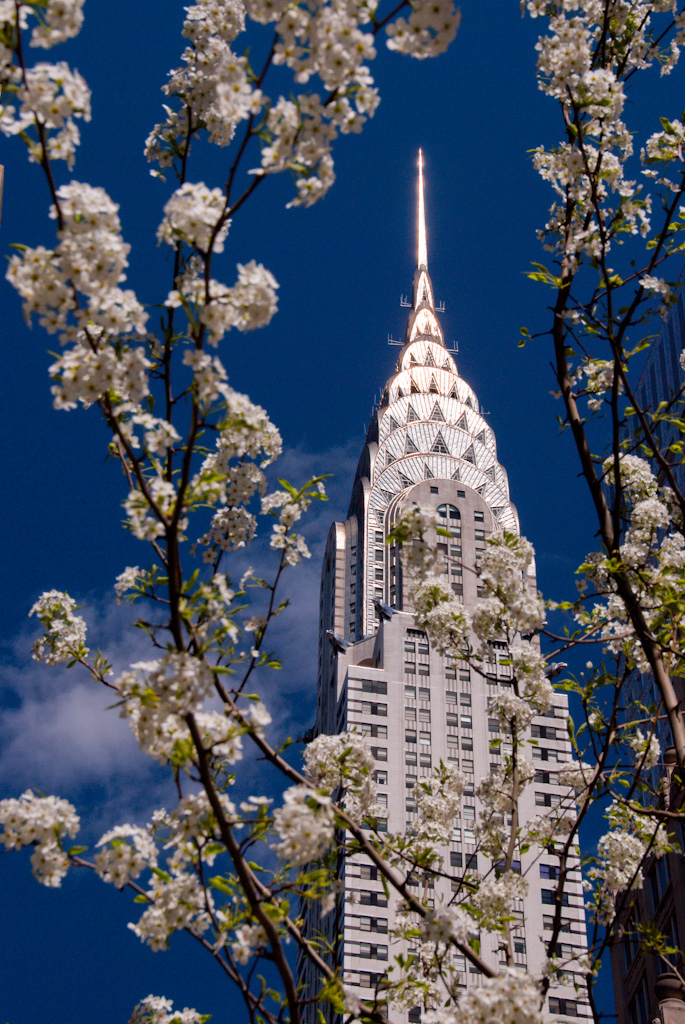
Chrysler Building printre crengile unui cireș înflorit, de David Blaikie
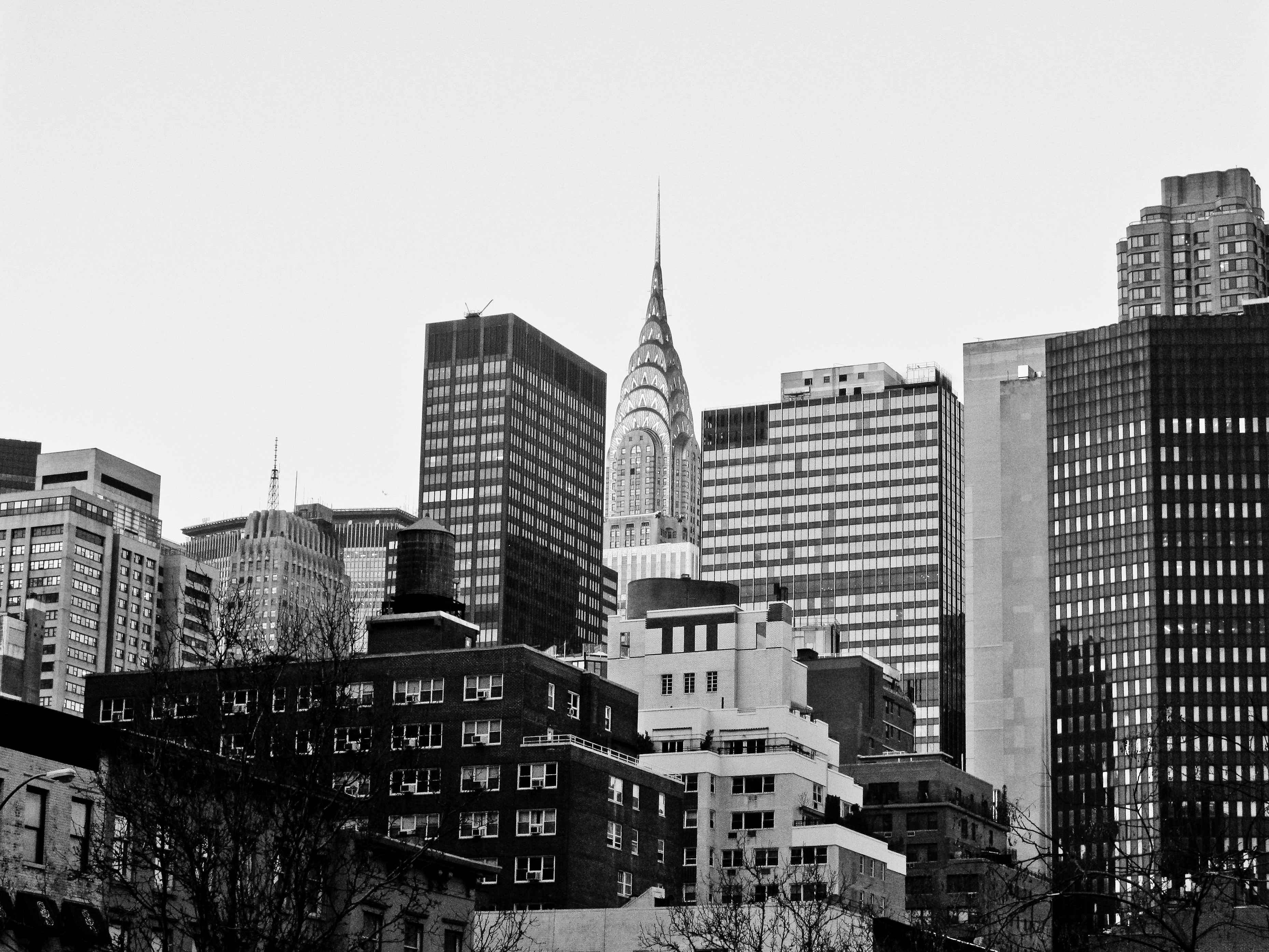
Vedere dinspre Murray Hill înspre Chrysler Building
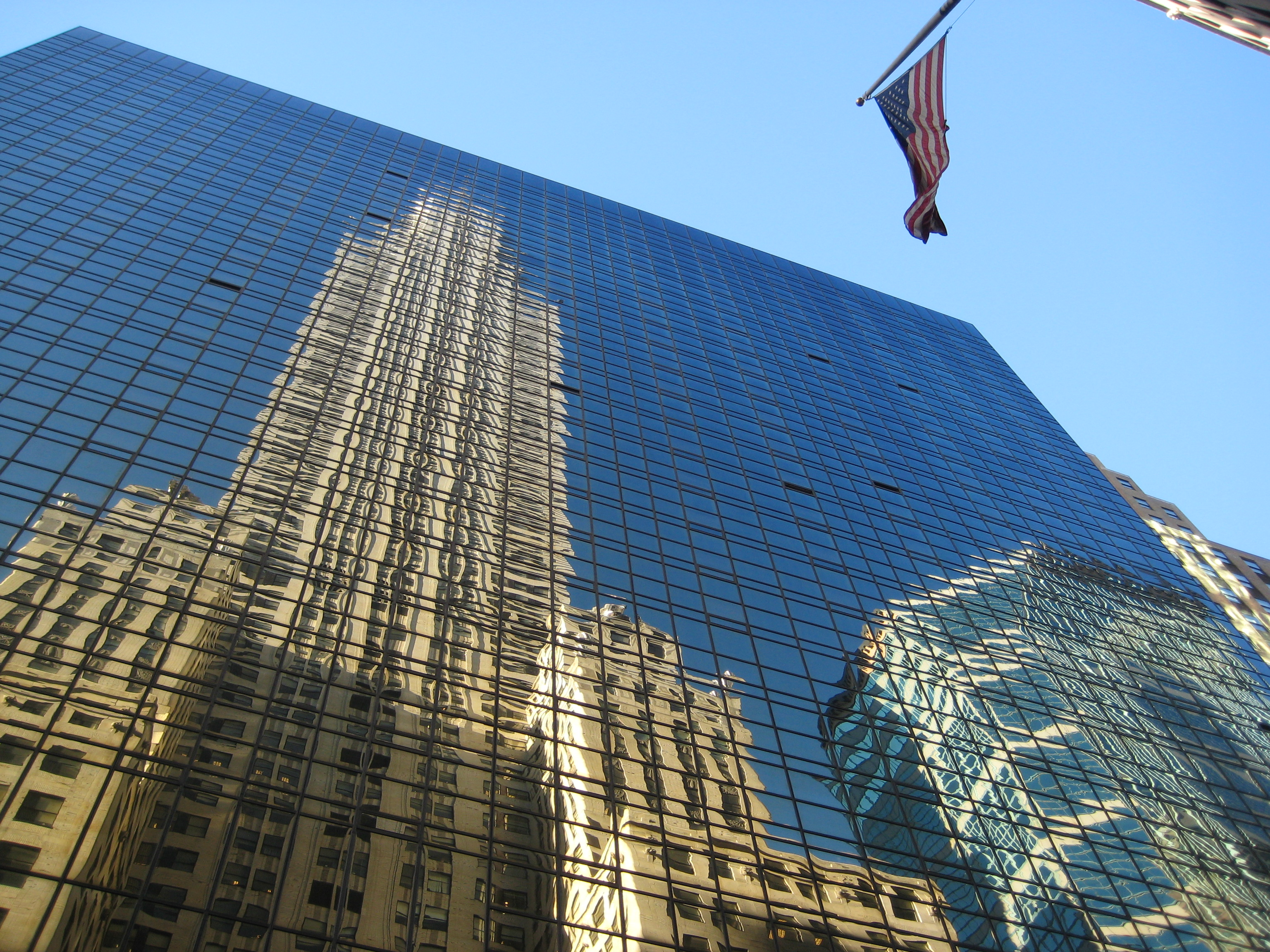
Chrysler Building - reflectată în clădirea MetLife, de Phil Whitehouse
Imagine alb-negru din 1930 a emblematicei Chrysler Building — Library of Congress
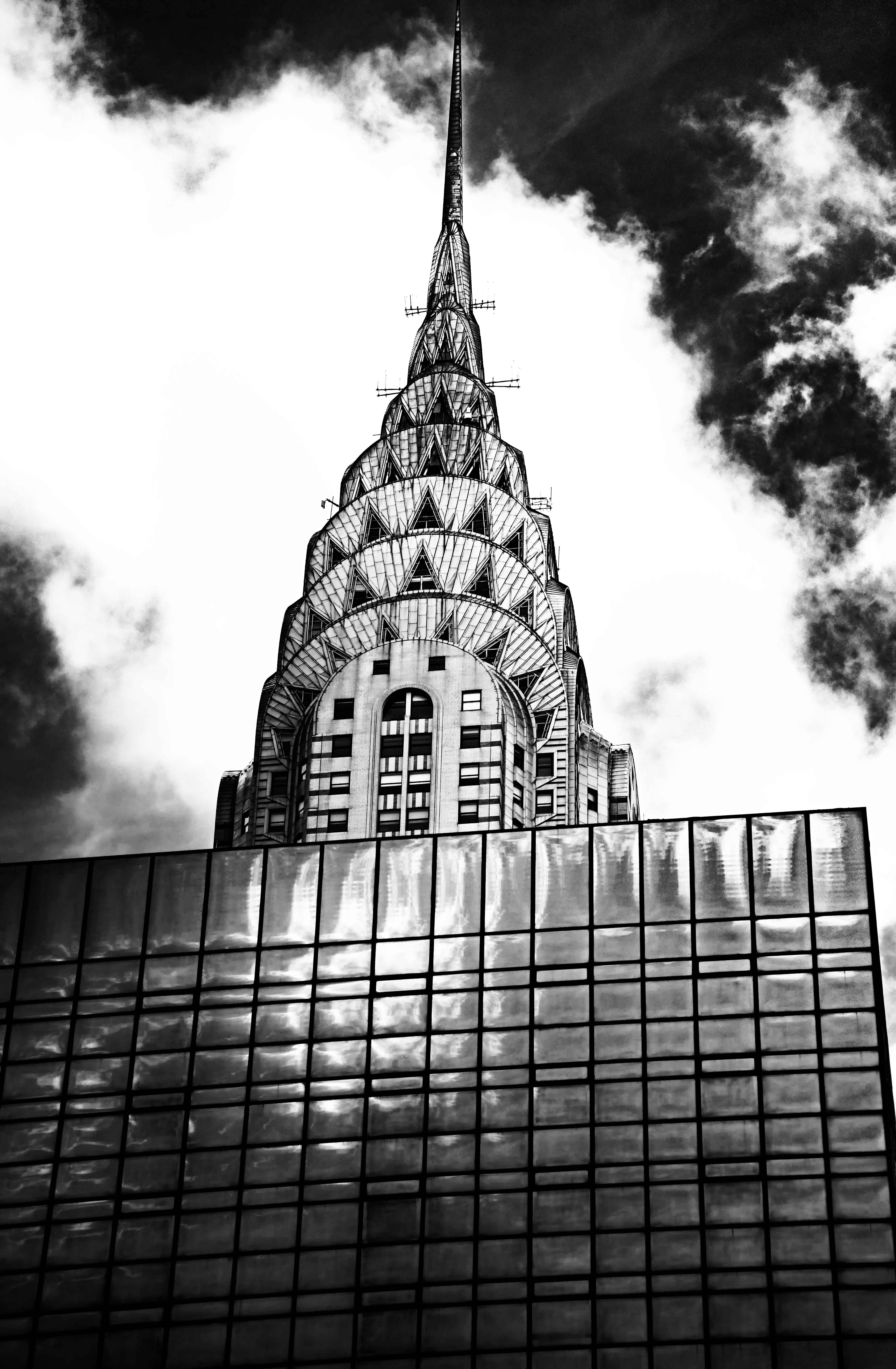
Fotografie alb-negru de Rod Waddington